# Ogoja
Ogoja is een stad en een Local Government Area (LGA) in Nigeria, in de staat Cross River. Het stedelijk gebied (LGA) telde in 2006 ongeveer 171.901 inwoners. In 2016 was dat naar schatting al 229.300. De bevolking bestaat voor een groot deel uit Ekoi.
Ogoja is een belangrijk handelscentrum waar landbouwproducten worden verhandeld (yam, kolanoten, cassave, maïs, rijst, palmolie).
De stad ligt aan de autoweg naar Abakaliki en Abuochiche. Bij de stad is er een vluchtelingenkamp voor Kameroense vluchtelingen.
In 1955 werd de St. Benedict’s Cathedral in de stad de zetel van een rooms-katholiek bisdom.